# Hilderaldo Bellini
Hilderaldo Luiz Bellini (n. 7 iunie 1930 – d. 20 martie 2014) a fost un fotbalist brazilian de origini italiene, căpitan al echipei Braziliei, câștigătoare a Campionatului Mondial de Fotbal 1958.